# 1968년 동계 올림픽
1968년 동계 올림픽(영어: 1968 Winter Olympics, X Olympic Winter Games, 프랑스어: Jeux olympiques d'hiver de 1968)은 1968년 2월 6일부터 2월 13일까지 프랑스 그르노블에서 개최된 제10회 동계 올림픽이다.

## 개최지 선정
1964년 1월 28일, 오스트리아 인스부르크에서 열린 IOC 총회에서 프랑스 그르노블로 결정되었다.
| 후보 도시      | NOC      | 1차 투표 | 2차 투표 | 3차 투표 |
| 그르노블       | 프랑스   | 15       | 18       | 27       |
| 캘거리         | 캐나다   | 12       | 19       | 24       |
| 라흐티         | 핀란드   | 11       | 14       |          |
| 삿포로         | 일본     | 6        |          |          |
| 오슬로         | 노르웨이 | 4        |          |          |
| 레이크플래시드 | 미국     | 3        |          |          |

## 참가국
1968년 동계 올림픽에는 다음 37개 나라 올림픽 위원회에서 선수단을 파견했다. 모로코 1개국이 처음으로 동계 올림픽에 참가했다. 1956년 동계 올림픽, 1960년 동계 올림픽, 1964년 동계 올림픽에서 단일팀을 결성하여 참가했던 동독, 서독은 이 대회부터 따로 참가했다.
| \| - 아르헨티나 (5) - 오스트레일리아 (3) - 오스트리아 (76) - 불가리아 (6) - 캐나다 (70) - 칠레 (4) - 체코슬로바키아 (48) - 덴마크 (3) - 핀란드 (52) - 프랑스 (75) (개최국) - 동독 (57) - 서독 (87) - 영국 (38) \| \| - 그리스 (3) - 헝가리 (10) - 아이슬란드 (4) - 인도 (1) - 이란 (4) - 이탈리아 (52) - 일본 (61) - 대한민국 (8) - 레바논 (3) - 리히텐슈타인 (9) - 몽골 (7) - 모로코 (5) - 네덜란드 (9) \| \| - 뉴질랜드 (6) - 노르웨이 (65) - 폴란드 (31) - 루마니아 (30) - 스페인 (19) - 스웨덴 (68) - 스위스 (34) - 튀르키예 (11) - 미국 (95) - 소련 (74) - 유고슬라비아 (30) \| |  | |  | |
| - 아르헨티나 (5) - 오스트레일리아 (3) - 오스트리아 (76) - 불가리아 (6) - 캐나다 (70) - 칠레 (4) - 체코슬로바키아 (48) - 덴마크 (3) - 핀란드 (52) - 프랑스 (75) (개최국) - 동독 (57) - 서독 (87) - 영국 (38) |  | - 그리스 (3) - 헝가리 (10) - 아이슬란드 (4) - 인도 (1) - 이란 (4) - 이탈리아 (52) - 일본 (61) - 대한민국 (8) - 레바논 (3) - 리히텐슈타인 (9) - 몽골 (7) - 모로코 (5) - 네덜란드 (9) |  | - 뉴질랜드 (6) - 노르웨이 (65) - 폴란드 (31) - 루마니아 (30) - 스페인 (19) - 스웨덴 (68) - 스위스 (34) - 튀르키예 (11) - 미국 (95) - 소련 (74) - 유고슬라비아 (30) |

## 종목
- 노르딕복합
- 루지
- 바이애슬론
- 봅슬레이
- 스키점프
- 스피드스케이팅
- 아이스하키
- 알파인스키
- 크로스컨트리
- 피겨스케이팅

## 메달 집계
| 순위 | 국가       | 금메달 | 은메달 | 동메달 | 합계 |
| ---- | ---------- | ------ | ------ | ------ | ---- |
| 1    | 노르웨이   | 6      | 6      | 2      | 14   |
| 2    | 소련       | 5      | 5      | 3      | 13   |
| 3    | 프랑스     | 4      | 3      | 2      | 9    |
| 4    | 이탈리아   | 4      | 0      | 0      | 4    |
| 5    | 오스트리아 | 3      | 4      | 4      | 11   |
| 6    | 네덜란드   | 3      | 3      | 3      | 9    |
| 7    | 스웨덴     | 3      | 2      | 3      | 8    |
| 8    | 서독       | 2      | 2      | 3      | 7    |
| 9    | 미국       | 1      | 5      | 1      | 7    |
| 10   | 동독       | 1      | 2      | 2      | 5    |
| 10   | 핀란드     | 1      | 2      | 2      | 5    |

## 대회 이모저모
- 프랑스의 장 클로드 킬리가 알파인 스키의 타이틀 3개를 전부 우승하였다.
- 피겨 스케이팅의 페어에서는 소련의 류드밀라 벨로우소바와 올레그 프로토포포프 부부가 지난 대회에 이어 2연승을 하였다.
- 조선민주주의인민공화국은 국제 올림픽 위원회(IOC)에 국명 호칭에 대하여 "북한"(North Korea)을 거부하고 "조선민주주의인민공화국"(DPRK)으로 부를 것을 요구하였으나 받아들여지지 않자 프랑스 그르노블 현지에 대기하고 있던 선수단을 철수시킴으로써 올림픽을 보이콧하였다.

| 동계 올림픽     |                                  |             |
| 이전 대회       | 1968년 동계 올림픽 그르노블 1968 | 다음 대회   |
| 인스브루크 1964 | 1968년 동계 올림픽 그르노블 1968 | 삿포로 1972 |